# طوطی پیشانی‌سرخ
طوطی پیشانی‌سرخ (نام علمی: Psittacara wagleri)، که در پرورش پرندگان با نام‌های کانور پیشانی‌سرخ یا کانور واگلر شناخته می‌شود، گونه‌ای از پرندگان نزدیک تهدید در زیرخانواده Arinae از خانواده طوطیان راستین، طوطی‌های آفریقایی و جهان جدید است که در کلمبیا و ونزوئلا یافت می‌شود.